# Corylus cornuta
Corylus cornuta là một loài thực vật có hoa trong họ Betulaceae. Loài này được Marshall mô tả khoa học đầu tiên năm 1785.
Được tìm thấy ở hầu hết Bắc Mỹ, từ Nam Canada Nam đến Georgia và California. Nó phát triển trong rừng khô và các rìa rừng và có thể đạt cao 4-8 mét (13–26 ft) với thân cây dày 10–25 cm (3.9-9.8 in) dày với vỏ cây xám mịn. Lá có hình tròn, tròn hai răng, dài 5–11 cm (2.0-4.3 in) và dài 3–8 cm (1.2-3.1 in) rộng, có lông dưới. Hoa như đuôi cáo hình thành vào mùa thu và thụ phấn vào mùa xuân tiếp theo.

## Hình ảnh

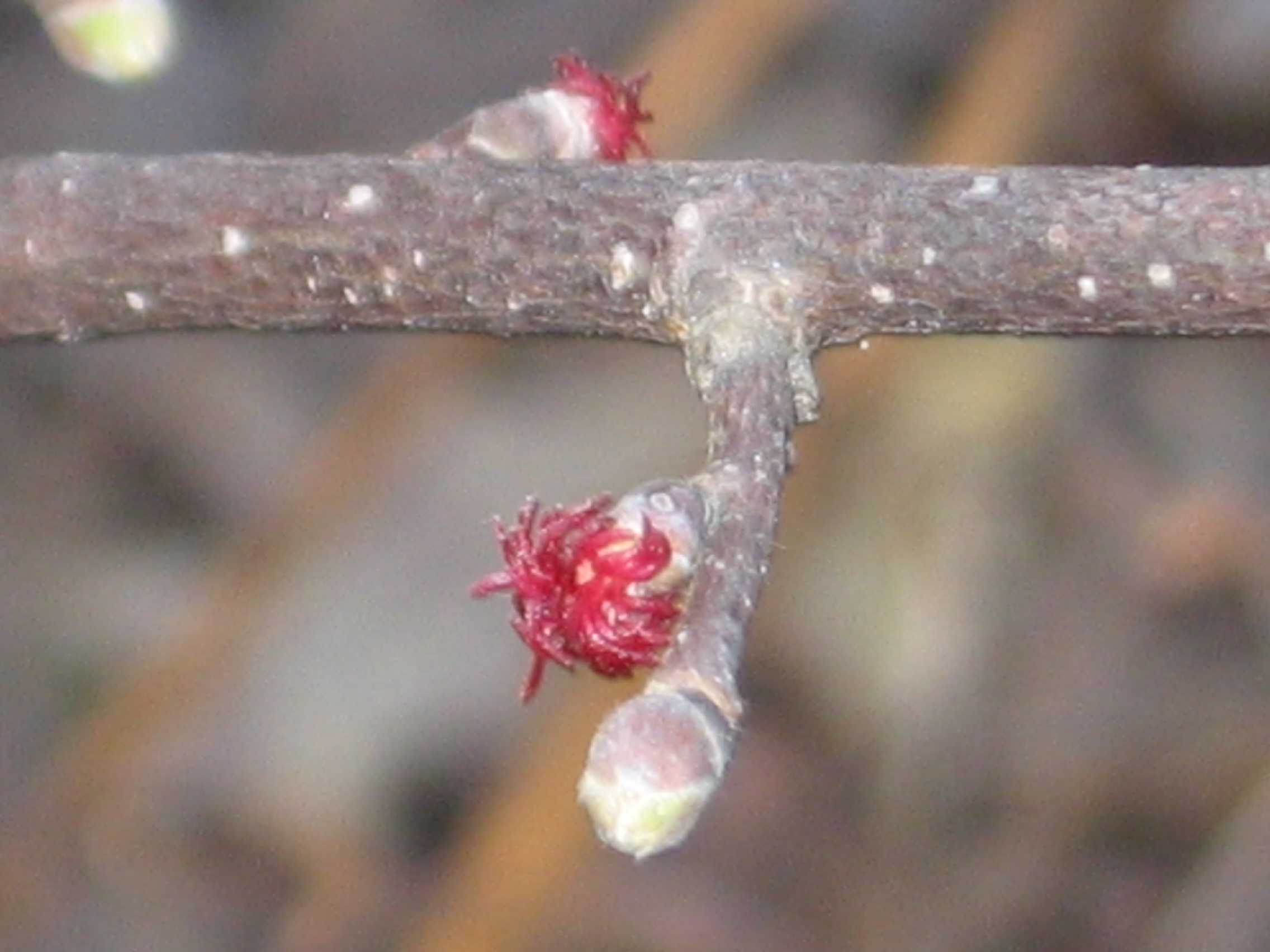
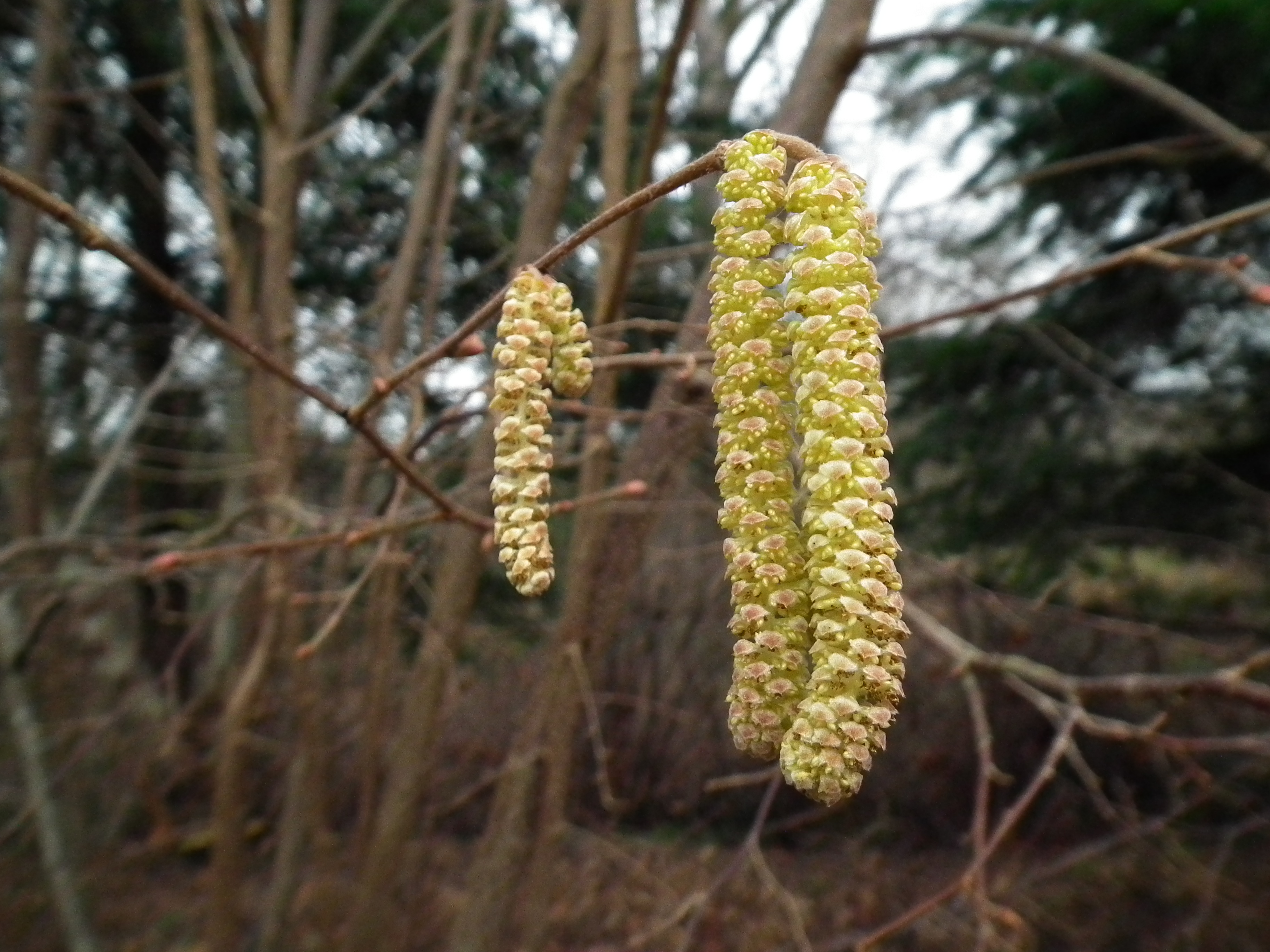
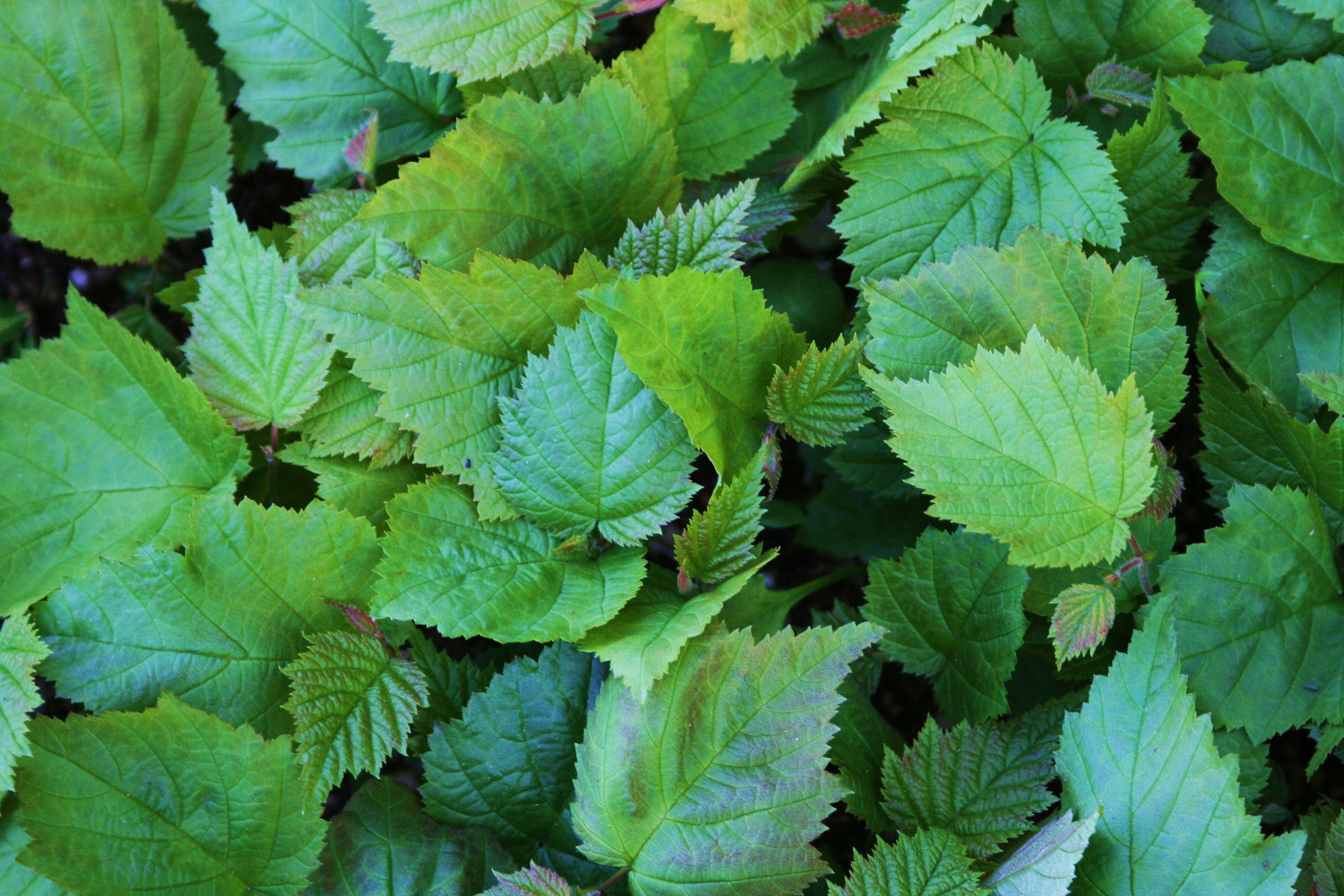
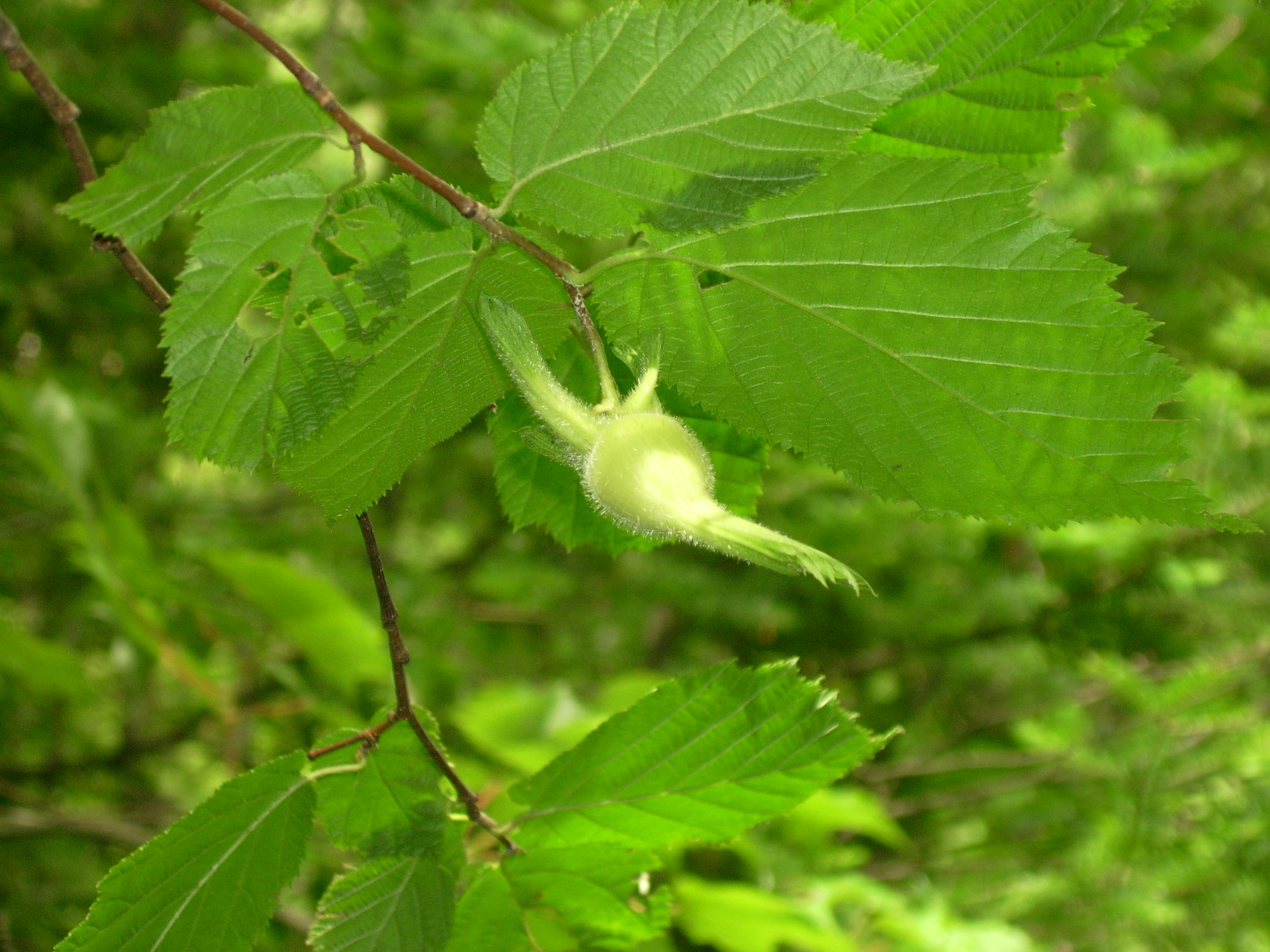